# Baltikum

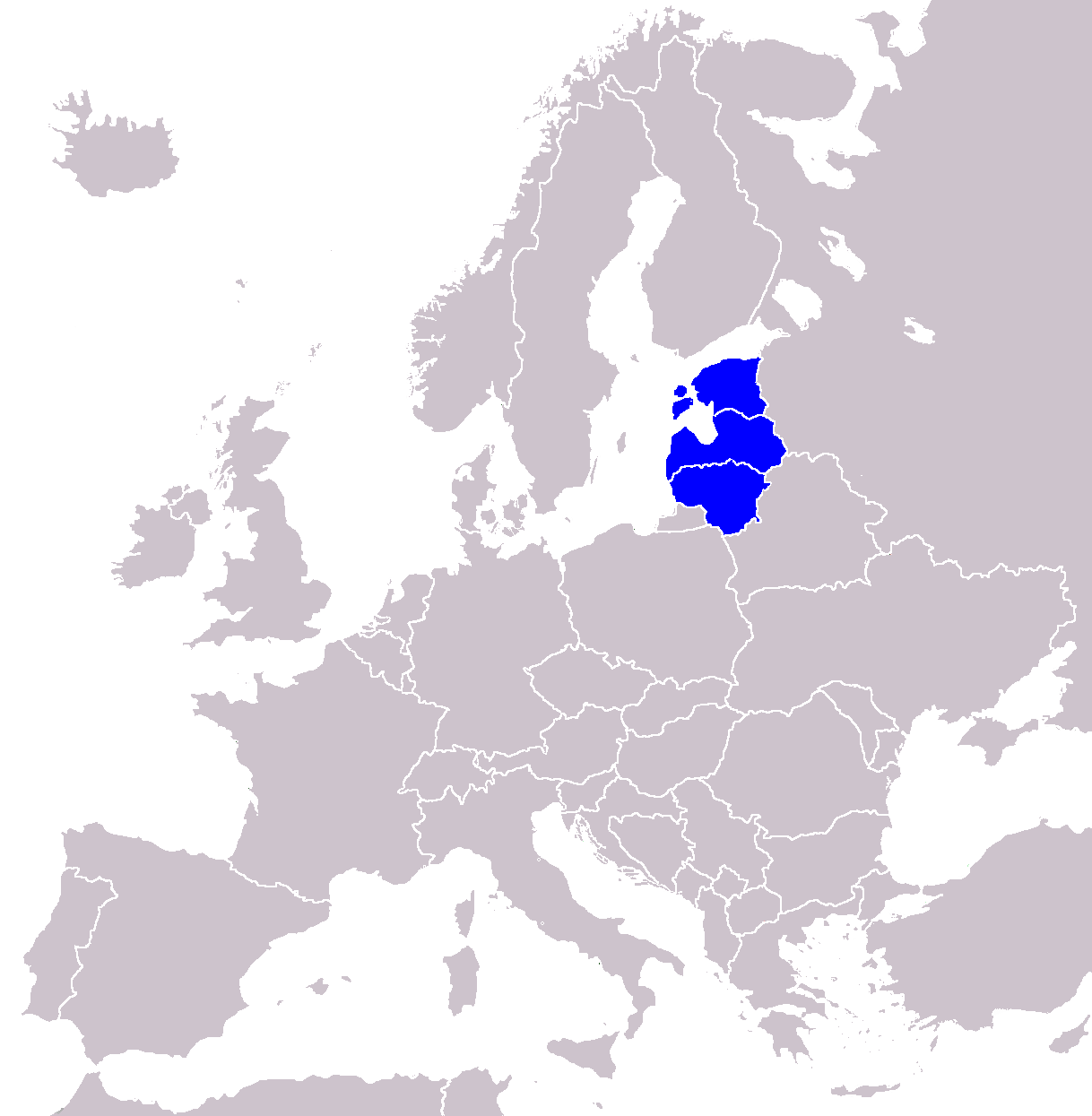
Lage des Baltikums in Europa – mit den drei baltischen Staaten: Estland, Lettland und Litauen (von Nord nach Süd)

Das Baltikum (lateinisch Balticum) ist ein Gebiet in Europa, zu dem heute die Staaten Estland, Lettland und Litauen gerechnet werden. Diese baltischen Staaten haben insgesamt eine Bevölkerung von etwa sechs Millionen Menschen auf einer Fläche von etwa 175.000 km². An das Baltikum grenzen östlich Russland, Belarus, südlich Polen und die russische Exklave des Kaliningrader Gebiets sowie westlich und nördlich die Ostsee bzw. der Finnische Meerbusen.
Die geographische Zuordnung des Baltikums innerhalb Europas ist umstritten und wird neben geographischen Faktoren auch von historisch-kulturellen und politischen Aspekten beeinflusst.
So wird das Baltikum sowohl Nordeuropa als auch Mitteleuropa, Osteuropa und Nordosteuropa zugeordnet.
Der geographische Landschaftsbegriff Baltikum fand im 19. Jahrhundert Eingang in die deutschsprachige Fachliteratur.

## Begriff
Der Begriff Baltikum erscheint in der Endphase des Ersten Weltkriegs als Sammelbezeichnung für das deutsche Okkupationsgebiet auf den Territorien der Ostseegouvernements des Russischen Reiches und etwa des Gouvernements Kowno. Er ist von der Selbstbezeichnung „Balten“ der Deutsch-Balten abgeleitet, aus denen in den Ostseegouvernements des Russischen Reiches die Führungsschicht bestand. Heute bezeichnen sich die Bewohner der drei Staaten häufig gemeinsam als Balten.

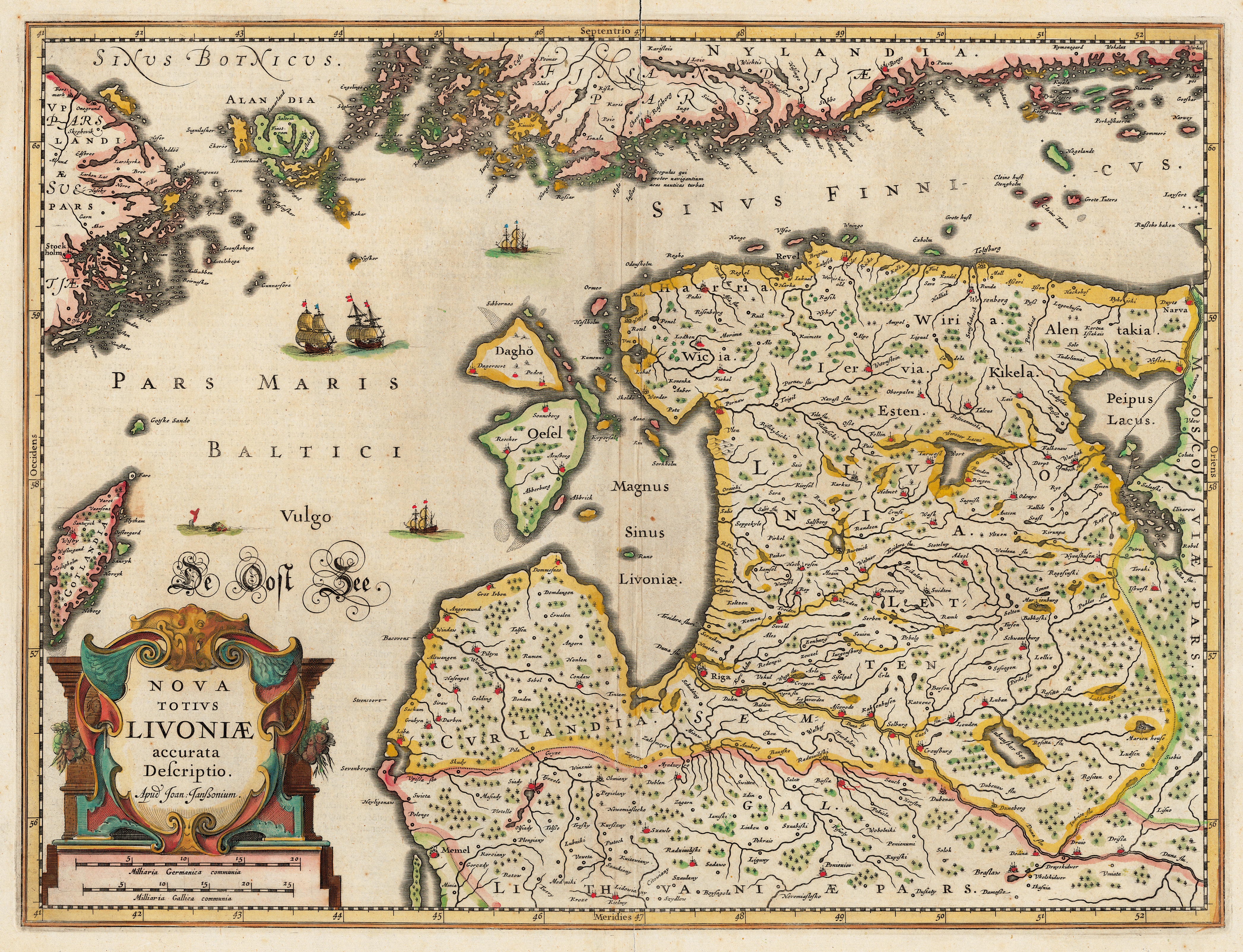
Neue Karte Livlands (Livoniae) mit Teil der Ostsee (Pars Maris Baltici)
Karte von Johannes Janssonius, 1642

Benannt ist das Baltikum nach der mittellateinischen Bezeichnung für die Ostsee als mare balticum, das „Baltische Meer“. Diese Bezeichnung war seit dem 11. Jahrhundert in Gebrauch und tauchte zuerst bei Adam von Bremen auf. Die Verwendung von mare balticum ist zurückzuführen auf den Namen einer großen Insel mit reichen Bernsteinvorkommen im nördlichen Europa, die der antike römische Gelehrte Plinius der Ältere als Baltia oder Balcia, eigentlich vermutlich Abalcia, erwähnt und die im Mittelalter mit der preußischen Küste identifiziert wurde. An anderer Stelle notiert Plinius, Balcia sei identisch mit der von Pytheas von Massilia entdeckten Insel Basilia und nur ein anderer Name für die Nordseeinsel Abalus, bei der es sich um Helgoland handeln könnte. Eine andere These lokalisiert Baltia als die dänischen Ostseeinseln Fünen oder Seeland (eine oder beide).
Die etymologische Herkunft des Wortes Baltia ist hingegen unklar. Einerseits wird ein Zusammenhang mit dem dänischen Bælt („Gürtel“) als ursprünglicher Begriff für die Meerengen Skagerrak und Kattegat angenommen, andererseits auf die Balten, das heißt die „Weißen“, als Beschreibung der nichtslawischen Anrainer der Ostsee verwiesen.
In seinem Buch Die Deutschen und die Nachbarstämme vertritt Johann Kaspar Zeuß die Ansicht, dass der Name der Insel Baltia bei Plinius „weiß“ bedeute und aus der Sprache der Ästier (einem alten Namen für die Balten) stamme.
Das Wort „weiß“ lautet in allen baltischen Sprachen ähnlich, kurisch balt, prußisch baltan, lettisch balts, litauisch baltas. Unter den Sprechern dieser Sprachen waren die Kuren und die Prußen ursprüngliche Anrainer der Ostsee. In deren Sprachen bedeutet mar / mare / marri das Wort für Haff.
Der Begriff „Baltikum“ bezeichnet im eigentlichen Sinne die geographische Region, die von den Staaten Estland, Lettland und Litauen eingenommen wird. Der Begriff der „baltischen Staaten“ bezeichnet dagegen die politischen Entitäten von Estland, Lettland und Litauen als Gruppe. In der Umgangssprache werden die beiden Begriffe allerdings zumeist synonym verwendet. Keinesfalls deckungsgleich mit der geografischen oder politischen Definition des Baltikums sind die Sprachen. Während das Litauische und das Lettische zum baltischen Zweig der Indogermanischen Sprachen gehören, zählen das Estnische und weitere teils vom Aussterben bedrohte Sprachen des Nordbaltikums zu den Finno-Ugrischen Sprachen.

## Bevölkerung

### Minderheiten
Die größte Minderheit stellen in Estland und Lettland mit über 25 % die Russen dar, gefolgt von kleinen Anteilen von Belarussen und Ukrainern. In Litauen dagegen ist mit über 6 % die polnische Minderheit etwas größer als die russische.

### Sprachen
In Litauen und Lettland werden mit Litauisch und Lettisch zwei indogermanische Sprachen gesprochen, die wegen ihrer nahen Verwandtschaft als baltische Sprachen zusammengefasst werden. Dagegen gehört das Estnische in Estland mit dem nah verwandten Finnischen zur ostseefinnischen Untergruppe der finno-ugrischen Sprachen.
Russen sind seit dem 9. Jahrhundert als Minderheit im östlichen Teil des Baltikums ansässig. Als Ergebnis der Zugehörigkeit des Baltikums zum Russischen Reich vom Anfang des 18. Jahrhunderts bis zum Ersten Weltkrieg und zur Sowjetunion vom Zweiten Weltkrieg bis 1990 sind rund 25 Prozent der Bevölkerung in Estland, 28 Prozent in Lettland und 6 Prozent in Litauen russischsprachig. Zudem gibt es im Südosten Litauens eine polnischsprachige Minderheit.

### Religion
Im überwiegend römisch-katholischen Litauen ist der Berg der Kreuze bei Šiauliai von großer spiritueller Bedeutung. Die Bevölkerung Lettlands hingegen ist eher evangelisch-lutherisch, während sich Estlands Einwohner wiederum größtenteils zu keiner oder zur evangelischen bzw. orthodoxen Konfession bekennen.

## Geographie

### Paläogeographie
Im Proterozoikum war das Baltikum Bestandteil des (auch als Ureuropa bezeichneten) Urkontinents Baltica. Er entstand durch Ozeanbodenspreizung als selbständiger Kontinent und setzte sich aus drei Regionen zusammen: Fennoscandia, Volgo-Uralia und Fennosarmatia, das mit seinem westlichen Teil grob dem heutigen Baltikum entspricht.
Baltica driftete vom Südpol zum Äquator und kollidierte durch Subduktion im Unteren Silur mit Avalonia sowie im Mittleren Silur mit Laurentia, wodurch der Kontinent Laurussia entstand.

### Gegenwart
Das Baltikum gehört zur kühl-gemäßigten Klimazone. Es herrscht eine waldreiche, von Dünen und Moränen geprägte Öd-Landschaft vor, beispielsweise in der Kurischen Nehrung. Die höchste Erhebung ist mit 318 Metern der Suur Munamägi in Estland. Der größte See ist der Peipussee. Längster Strom ist mit 1020 Kilometern die Düna und zweitlängster die Memel. Es gibt insgesamt 14 Nationalparks im Baltikum.
Wichtige Zentren des Baltikums sind nach den Hauptstädten Tallinn, Riga und Vilnius auch die Orte Kaunas, Klaipėda, Liepāja und Tartu. Außerhalb der städtischen Agglomerationen sind die Länder nur dünn besiedelt.

## Geschichte

### Ur- und Frühgeschichte
Erste Spuren der Wiederbesiedlung nach Rückgang der Vereisung liegen bei circa 11 000 v. Chr. Die Bezüge zur westlich gelegenen Hamburger Kultur, Ahrensburger Kultur, Bromme-Lyngby-Kultur oder der südlich anschließenden Swidru-Kultur (polnisch Kultura świderska), dem nordkarpathischen Ausläufer der Federmesser-Gruppen, sind noch nicht hinreichend erforscht.
Ab etwa 3100 v. Chr. könnten bereits nordwest-indogermanisch-sprechende Gruppen eingedrungen sein und die Ursprünge der späteren baltischen Sprachen gelegt haben. Um 500 v. Chr. gab es Beutezüge der Skythen und Einfluss der Latène-Kultur.
Zwischen 200 v. Chr. und 500 n. Chr. siedelten Ostgermanische Stämme in das Weichsel-Gebiet im Süden. Es gab Bernsteinhandel mit Rom und Griechenland. Zur Zeit der Völkerwanderung zwischen 500 und 800 n. Chr. drangen verstärkt Slawen ins Baltikum. Aus Schweden kamen Wikinger auch ins Samland und ins Memelland. Nach anfänglichen Feindseligkeiten entwickelte sich ein schwungvoller Handel. Im Ort Ruß im Memeldelta fanden die Wikinger einen sicheren Hafen, von dem aus sie über die Flusswege weiter nach Osten vordrangen. Von der Bezeichnung dieses Ortes könnten die Bezeichnungen der dort eindringenden Wikinger und später der Russen ihren Namen erhalten haben.

### Hochmittelalter

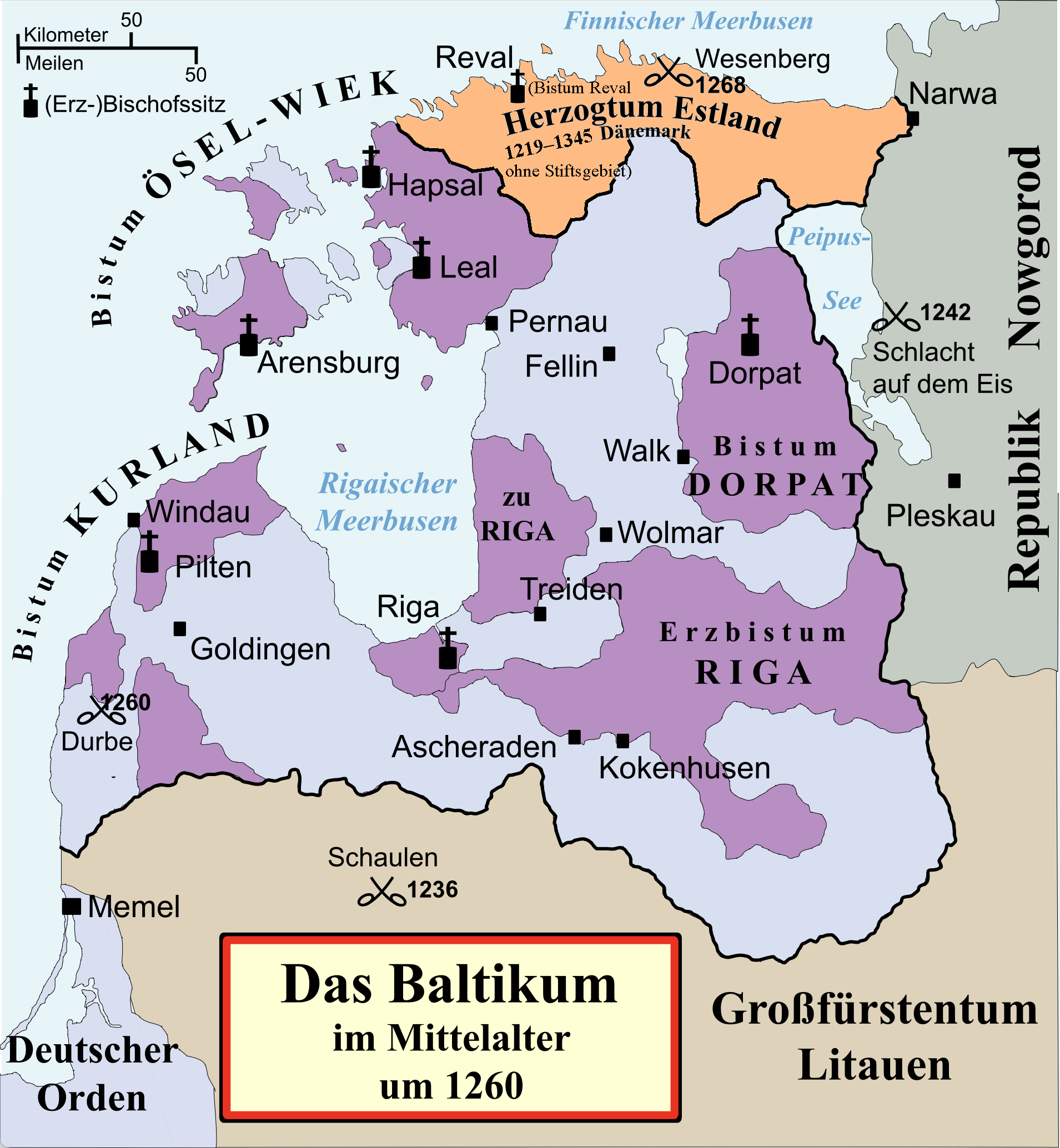
Livländische Konföderation

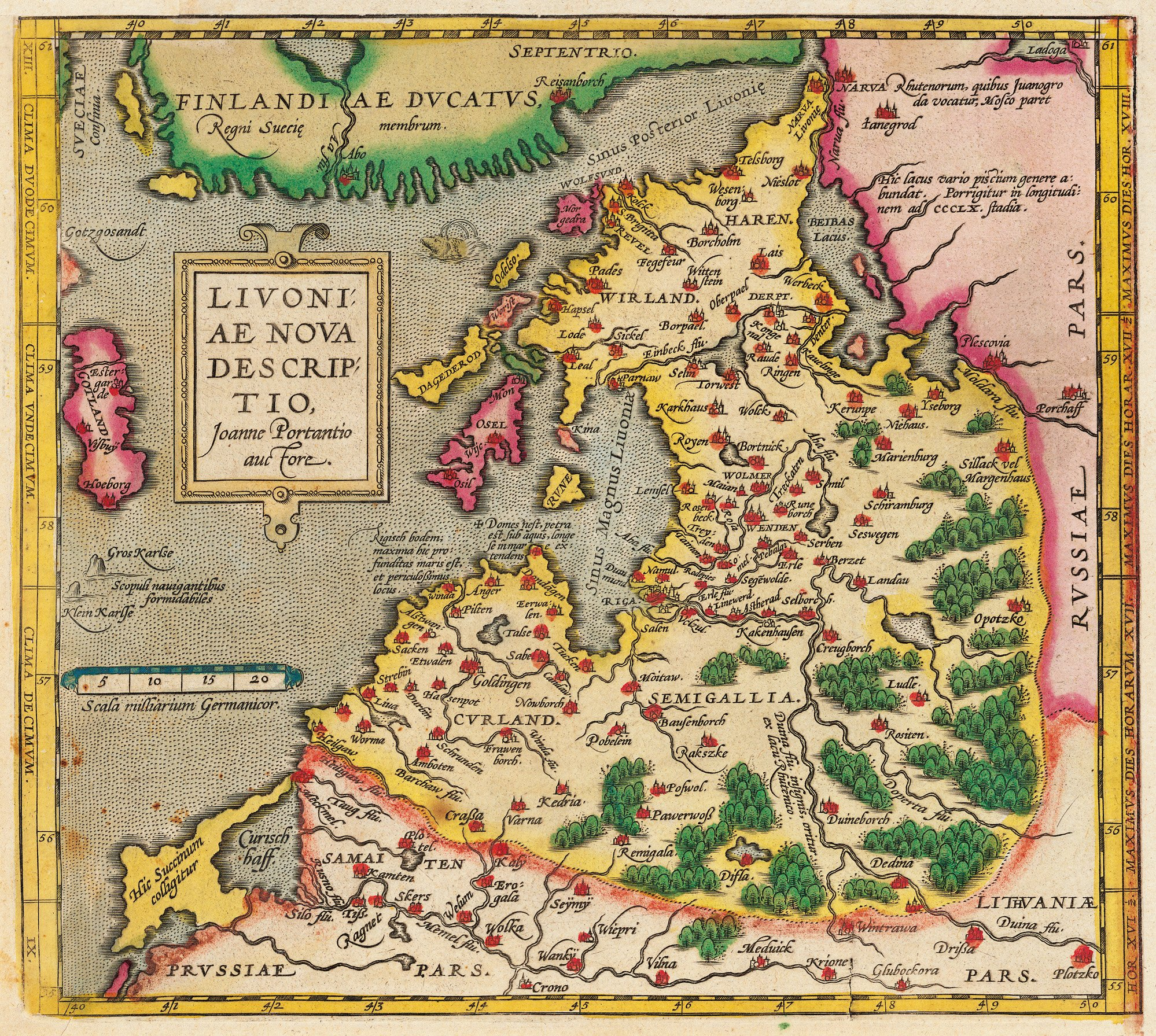
Alte Karte Livlands
Joannes Portantius, 1573

Im Hochmittelalter begann die Christianisierung und Unterwerfung Livlands durch die deutschen Ordensritter, die seit Anfang des 13. Jahrhunderts zunächst von Riga aus (Schwertbrüderorden) ins Baltikum vordrangen und bis um 1300 weite Gebiete unter ihre Herrschaft bringen konnten. Einzig Litauen und Samogitien blieben unabhängig.

### Spätmittelalter
Innerhalb der Ordensherrschaft konnten sich die Handelsstädte weitreichende Freiheiten sichern und gelangten insbesondere im 15. Jahrhundert zu großem Reichtum, als sie als Mitglieder der Hanse den Ostseehandel dominierten. Die baltischen Hafenstädte wurden daher kulturell stark von Deutschland, Dänemark und Schweden beeinflusst und haben dieses Erbe bis heute in vielen Aspekten erhalten. Die Herrschaft des Ordens über die Gebiete des heutigen Estlands und Lettlands (Alt-Livland) endete Mitte des 16. Jahrhunderts in der Zeit der Reformation.
Im Livländischen Krieg misslang Russland die Eroberung Livlands. Das umkämpfte Territorium geriet unter die Herrschaft seiner von Livland zu Hilfe gerufenen Gegner. Livland und Kurland kamen unter polnische Lehnshoheit, Estland wurde schwedisch und die Insel Saaremaa/Øsel dänisch.
Litauen blieb unabhängig, da es mit Polen 1385 eine erste Allianz- und Vertrags-Union, die Union von Krewo vereinbarte, der weitere folgten und 1569 zur Gründung der Adelsrepublik vom Königreich Polen und Großfürstentum Litauen führten.

### 18. und 19. Jahrhundert
Im 18. Jahrhundert geriet das Baltikum durch den Großen Nordischen Krieg und die Polnischen Teilungen unter die Herrschaft des russischen Zarenreichs. Diese Herrschaft dauerte bis zum Ersten Weltkrieg, zwei polnisch-litauische Aufstände (Novemberaufstand 1830/31 und Januaraufstand 1863/64) wurden blutig niedergeschlagen.

### 20. Jahrhundert

#### Unabhängigkeit
Im Gefolge des Friedensvertrages von Brest-Litowsk entstanden 1918 die unabhängigen Republiken Estland, Lettland und Litauen. Diese mussten sich allerdings umgehend gegen die Machtansprüche der Kommunisten (russische Rote Armee), der Monarchisten (russische Weiße Armee im Verbund mit den von Teilen des deutschen Adels unterstützten deutschen Freikorps) und der Polen zur Wehr setzen. Mit dem Abschluss dieser Bürgerkriegsphase bis 1920 verblieb ein Teil Litauens (sog. Litwa Środkowa) unter polnischer Hoheit.

#### Zweiter Weltkrieg
Im deutsch-sowjetischen Nichtangriffspakt von 1939 wurden Lettland und Estland als sowjetische Interessensphäre bezeichnet. Ihr wurde im deutsch-sowjetischen Grenz- und Freundschaftsvertrag vom 28. September 1939 auch Litauen zugeschlagen, wofür die Sowjetunion eine Vergrößerung des deutschen Besatzungsgebiets in Polen zugestand. Abgesichert durch rasch abgeschlossene Beistandsverträge besetzte die Rote Armee im Herbst 1939 Stützpunkte in Litauen, Estland und Lettland; Finnland weigerte sich, einen entsprechenden Vertrag abzuschließen, und wurde infolgedessen am 30. November 1939 von der Sowjetunion angegriffen. Der sogenannte Winterkrieg endete quasi unentschieden mit einem Friedensabkommen am 13. März 1940; Finnland musste zwar Teile seines Territoriums abtreten, blieb jedoch unabhängig. Deutschland veranlasste 1940/41 die nahezu vollständige Umsiedlung der deutsch-baltischen Bevölkerung in das besetzte Polen (Warthegau, Westpreußen). Angesichts der sowjetischen Besatzung stimmten die im Sommer 1940 neugewählten Parlamente der baltischen Staaten der Eingliederung in die Sowjetunion gezwungenermaßen zu. Die Annexionen der baltischen Staaten standen somit im Zusammenhang mit der großen Westerweiterung der Sowjetunion im ersten Jahr des Zweiten Weltkriegs.
- Litauen, Einmarsch 15. Juni 1940, Zwangseingliederung in die Sowjetunion 3. August 1940
- Lettland, Einmarsch 17. Juni 1940, Zwangseingliederung in die Sowjetunion 5. August 1940
- Estland, Einmarsch 17. Juni 1940, Zwangseingliederung in die Sowjetunion 6. August 1940

1941 wurde das Gebiet von Truppen der deutschen Wehrmacht besetzt. Es gab tausende Freiwillige, die sich für den Dienst in der 15., 19. oder 20. Waffen-Grenadier-Division der SS meldeten. Ein anderer Teil der Bevölkerung kämpfte auf Seiten der Roten Armee gegen die deutsche Besatzung.
Im Juli bzw. Oktober 1944 wurden die baltischen Republiken schließlich erneut von der Sowjetarmee besetzt und als Sozialistische Sowjetrepubliken der Sowjetunion einverleibt. Nach der Besetzung durch Deutschland und dem deutschen Rückzug 1944 und 1945 (Kurland-Kessel) flohen viele Balten vor dem Eintreffen der Roten Armee in Richtung Westen und zum Teil später nach Übersee. Die verbliebenen deutschstämmigen Personen wurden ab 1944 bis 1946 zum Großteil vertrieben, teilweise auch ermordet oder in sowjetische Lager des GULAG verbracht.
Nach dem Krieg wurden baltische Kommunisten aus der Sowjetunion an die Machtpositionen gesetzt. Kollaborateure mit den Deutschen sowie Gegner der Sowjet-Besatzung wurden durch Liquidation, Umsiedlung und Gefängnis oder Lagerhaft bestraft. Eine massive baltische Widerstandsbewegung von Partisanen versuchte noch Jahre nach Kriegsende, die Besatzungsmacht zu destabilisieren. Sie fanden Schutz in den Wäldern, weshalb sie sich als Waldbrüder bezeichneten, wurden aber letztlich vom NKWD unterwandert und ausgeschaltet.
Die baltischen Bevölkerungen erlebten innerhalb weniger Jahre ab 1940 drei aufeinander folgende gewaltige Liquidations- und Deportationswellen:
- 1940–1941: durch die Sowjetunion (Herrschaftsschicht, Militär, Bourgeoisie, Klerus und andere)
- 1941–1944: durch das nationalsozialistische Deutschland (Juden)
- 1944–1950: wieder durch die Sowjetunion (Kollaborateure, Widerstandskämpfer, Oppositionelle, Kulaken und andere)

#### Nachkriegszeit
In den 1950er Jahren befanden sich rund 10 % der erwachsenen männlichen Bevölkerung des Baltikums entweder in den Lagern des GULAG oder in der Verbannung in der Sowjetunion.
Von 1944 bis 1990 gehörten Lettland, Estland und Litauen zur Sowjetunion. In dieser Zeit wurden diese Länder, größtenteils gegen den Willen der Bevölkerung, in das sowjetische System integriert. Diese Zeit war gekennzeichnet von der sowjetischen Ansiedlungspolitik von Russen, wodurch die angestammten Bevölkerungen zu Minderheiten im eigenen Land gemacht werden sollten.
Litauisch, Lettisch und Estnisch hatten in dieser Zeit neben dem Russischen den Status von Amtssprachen. Es gab Kindergärten und Schulen in den lokalen Sprachen. Auch Printmedien, Radio und später Fernsehen wurden muttersprachlich angeboten.

#### Wiedererlangung der Unabhängigkeit
Am 23. August 1989 bildeten zwei Millionen Menschen den Baltischen Weg, eine Menschenkette über eine Länge von 600 Kilometern von Tallinn über Riga nach Vilnius, um für die Unabhängigkeit der baltischen Staaten zu demonstrieren.
Insbesondere in Estland stellte die Singende Revolution einen starken Beitrag zur Unabhängigkeit dar. Im Frühjahr 1990 erklärten die baltischen Staaten ihre Unabhängigkeit und deklarierten die Erneuerung der Vorkriegsverfassungen. Am 13. Januar 1991 gingen die promoskauischen und prokommunistischen politischen Kräfte zum Angriff über. Mit brutaler Gewalt wurde versucht, die rechtmäßig gewählte Macht zu stürzen. Die Ausführung der Moskauer Pläne wurde durch den vom Volk organisierten gewaltlosen Widerstand vereitelt, der in die Geschichte als „Barrikaden-Tage“ eingegangen ist. Während der Januarereignisse in Litauen 1991 wurden beim Sturm des litauischen Fernsehturms in Vilnius 14 unbewaffnete und gewaltfreie Litauer ermordet und über 1000 verletzt.
Die Regierungen in Estland und Lettland verfolgten nach der Wiedererlangung der Unabhängigkeit bis Mitte der 1990er Jahre eine restriktive Politik gegenüber den ethnischen Minderheiten im Land, die unter starker Kritik verschiedener Nichtregierungsorganisationen stand. Vorherrschendes Ziel der beiden Länder nach der 50 Jahre währenden Besatzung bestand im Schutz der eigenen Kultur und Sprache. Anders gestaltete sich die Situation in Litauen, wo der Anteil der Titularnation höher und stabiler war und keine tatsächliche oder „gefühlte“ Bedrohung der Nation gegeben war. Die dortige Regierung verfolgte von Anfang an einen inklusiven Ansatz in der Integrationspolitik.
In Estland erfolgte der Wandel zu einer umfassenden Strategie gegenüber den ethnischen Minderheiten ab Ende der 1990er Jahre. Die Regierung in Tallinn verabschiedete 2000 das Staatsprogramm zur Integration. Die lettische Staatsführung änderte ihre Politik einige Monate später. Im Gegensatz zu Estland ist ihr Konzept nicht speziell auf andere Nationalitäten ausgerichtet, sondern schließt alle Mitglieder der Gesellschaft ein, um soziale und regionale Unterschiede auszugleichen.
Das Baltikum gehörte als einziges ehemals sowjetisches Territorium nie zur Gemeinschaft Unabhängiger Staaten (GUS).

### 2000er Jahre
Am 1. Mai 2004 traten die baltischen Staaten der NATO und der EU bei. Für das Kaliningrader Gebiet und die Sonderwirtschaftszone Jantar im ehemals nördlichen Ostpreußen, das zu Lande von der EU angehörenden Gebieten eingeschlossen ist, waren besondere Regelungen im Gespräch.

## Wirtschaft
Die Wirtschaft (gemessen am BSP) in den baltischen Ländern wuchs bis 2007 deutlich schneller als die Wirtschaft im Westen Europas. Man bezeichnete sie deshalb auch als Baltische Tiger. Im Zuge der Finanzkrise ab 2007 erfolgte eine heftige Korrektur. Doch nach den Krisenjahren entspannte sich die ökonomische Lage wieder und so führte Lettland 2014, nach Estland 2011, als zweiter baltischer Staat den Euro ein. Nachdem Litauen die EU-Konvergenzkriterien erfüllte, hat am 1. Januar 2015 der Euro die Litas als gesetzliches Zahlungsmittel abgelöst.

## Kennzahlen
| Staat    | Einwohner             | BIP / Kopf in USD | Inflations- rate | Staats- schulden- quote | Arbeits- losen- quote | Korruptionsindex | CO₂-Emission / (Kopf × Jahr) | Alkoholkonsum / (Kopf × Jahr) in Liter | Straßen- befestigungs- rate | HDI 2022 |
| -------- | --------------------- | ----------------- | ---------------- | ----------------------- | --------------------- | ---------------- | ---------------------------- | -------------------------------------- | --------------------------- | -------- |
| Estland  | 1 323 824 (Jan. 2019) | 27 962            | 3,5 %            | 11                      | 10,9 %                | 74               | 14,44 t                      | 15,57                                  | 17,9 %                      | 0,890    |
| Lettland | 1 934 379 (Jan. 2019) | 20 546            | 0,0 %            | 32                      | 9,8 %                 | 59               | 3,38 t                       | 12,50                                  | 20,3 %                      | 0,863    |
| Litauen  | 2 794 000 (Jan. 2019) | 23 386            | 1,2 %            | 39                      | 12,4 %                | 62               | 4,08 t                       | 15,03                                  | 85,9 %                      | 0,875    |

## Forschungsinstitute in Deutschland mit Schwerpunkt Baltikum
- Nordost-Institut (IKGN) in Lüneburg
- Herder-Institut (HI) in Marburg